# Myrtle Beach International Airport

i7
i11
i13
Der Myrtle Beach International Airport (IATA-Code: MYR, ICAO-Code: KMYR) ist der Verkehrsflughafen der amerikanischen Kleinstadt Myrtle Beach im US-Bundesstaat South Carolina. Er wird vom Horry County Department of Airports betrieben. Aufgrund seiner Lage nahe dem Grand Strand wird der Flughafen vor allem während der Sommersaison genutzt.

## Lage und Verkehrsanbindung
Der Myrtle Beach International Airport liegt vier Kilometer südwestlich des Stadtzentrums von Myrtle Beach. Nördlich des Flughafens verläuft der U.S. Highway 17 und südlich der U.S. Highway 17 Business. Des Weiteren verläuft der U.S. Route 501 nordöstlich des Flughafens durch Myrtle Beach.
Der Myrtle Beach International Airport wird durch Busse in den Öffentlichen Personennahverkehr eingebunden, die Route 15S der Coast RTA fährt den Flughafen regelmäßig an.

## Geschichte
Der Myrtle Beach International Airport entstand aus der zivilen Mitnutzung der Myrtle Beach Air Force Base. Zu Beginn wurde der zivile Flughafen noch als Myrtle Beach Jetport bezeichnet.
Die Base Realignment and Closure Commission (BRAC) empfahl 1991 die Schließung der Myrtle Beach Air Force Base. Die Schließung wurde am 31. März 1993 vollzogen. Seitdem wird das ehemals militärische westliche Vorfeld durch die allgemeine Luftfahrt genutzt.
Von 2003 bis 2006 war der Myrtle Beach International Airport der Heimatflughafen der virtuellen Fluggesellschaft Hooters Air. 2007 nahm die ebenfalls auf dem Myrtle Beach International Airport beheimatete virtuelle Fluggesellschaft Direct Air den Flugbetrieb auf, allerdings stellte sie den Betrieb am 13. März 2012 wieder ein.
Am 17. Mai 2010 begann man mit der Erweiterung des Passagierterminals. Die Anzahl der Flugsteige wurde dabei durch die Errichtung des Councourse A von sieben auf 13 erhöht. Das erweiterte Terminal wurde am 3. April 2013 eröffnet.

## Flughafenanlagen

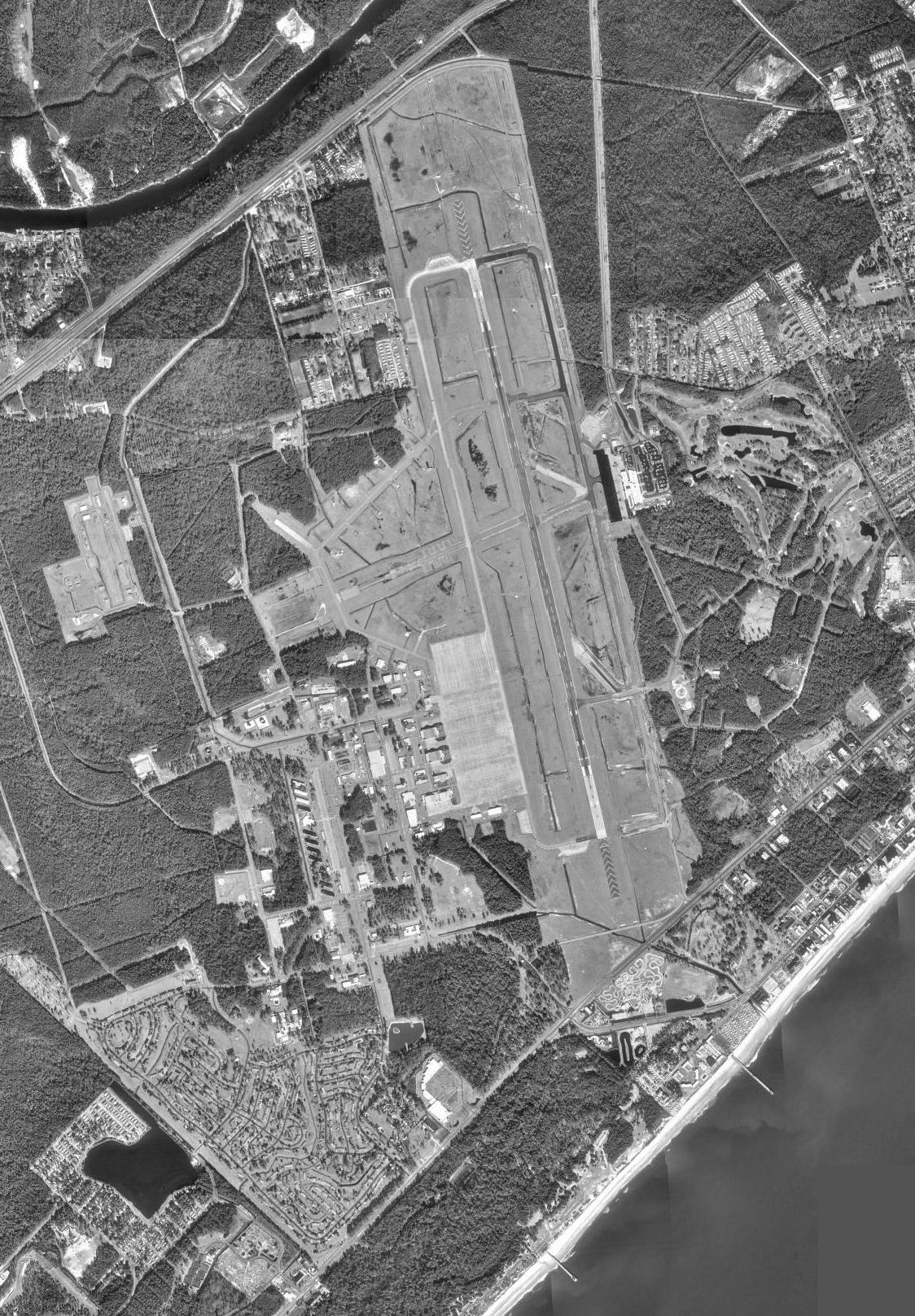
Luftbild des Flughafens kurz nach der Schließung der Air Force Base

### Start- und Landebahn
Der Myrtle Beach International Airport verfügt über eine Start- und Landebahn mit der Bezeichnung 18/36. Sie ist 2.897 Meter lang, 61 Meter breit und ist mit einem Belag aus Asphalt ausgestattet.

### Terminal
Der Myrtle Beach International Airport verfügt über ein Passagierterminal, welches sich östlich der Start- und Landebahn befindet. Es ist in die zwei Concourses A und B unterteilt. Concourse A verfügt über sieben Flugsteige und sechs Fluggastbrücken, Concourse B verfügt über fünf Flugsteige und ebenfalls sechs Fluggastbrücken.

### Sonstige Einrichtungen
Die allgemeine Luftfahrt verfügt über ein eigenes Vorfeld mit einem Terminal und Hangars westlich der Start- und Landebahn. Bei diesem handelt es sich um das ehemalige Vorfeld der Air Force.
Der Kontrollturm befindet sich westlich der Start- und Landebahn und nördlich des Bereichs der allgemeinen Luftfahrt.

## Fluggesellschaften und Ziele
Der Myrtle Beach International Airport wird von den Fluggesellschaften Allegiant Air, American Airlines, Avelo Airlines, Delta Air Lines, Frontier Airlines, Porter Airlines, Southwest Airlines, Spirit Airlines, Sun Country Airlines und United Airlines angeflogen. Ein Großteil der Passagiere wird dabei von Billigfluggesellschaften befördert.
Es werden vor allem Ziele im Osten der Vereinigten Staaten angeflogen, aber auch in Texas und Ohio. Einziges internationales Flugziel ist Toronto-City.

## Zwischenfälle
- Am 23. Juli 1950 löste sich an einer Curtiss C-46D-10-CU Commando der United States Air Force (USAF) (Luftfahrzeugkennzeichen 44-77577) nach dem Start von der Myrtle Beach Air Force Base das linke Querruder. In einer Höhe von 300 bis 600 Metren verloren die Piloten die Kontrolle über das Flugzeug. Durch die Überlastung brachen beide Tragflächen ab und die Maschine stürzte 3 Kilometer westlich des Startflughafens ab. Alle 39 Insassen, vier Besatzungsmitglieder und 35 Passagiere, kamen ums Leben.[19]

- Am 18. Mai 2006 wurde eine Short 330-200 der US-amerikanischen Air Cargo Carriers (N937MA) auf dem Flughafen Myrtle Beach irreparabel beschädigt, als die Maschine mit eingefahrenem Fahrwerk eine Bauchlandung machte. Die beiden Piloten, die einzigen Insassen auf dem Frachtflug, überlebten den Unfall.[20]

## Verkehrszahlen
| Jahr | Fluggastaufkommen | Flugbewegungen |
| ---- | ----------------- | -------------- |
| 2019 | 2.611.730         |                |
| 2018 | 2.509.895         |                |
| 2017 | 2.277.965         | 122.209        |
| 2016 | 1.942.927         | 112.224        |
| 2015 | 1.830.071         | 184.645        |
| 2014 | 1.749.657         | 152.897        |
| 2013 | 1.664.917         | -              |
| 2012 | 1.482.554         | -              |
| 2011 | 1.759.874         | -              |
| 2010 | 1.736.138         | -              |
| 2009 | 1.485.393         | -              |
| 2008 | 1.565.372         | -              |
| 2007 | 1.683.823         | -              |
| 2006 | 1.440.400         | -              |
| 2005 | 1.566.409         | -              |
| 2004 | 1.535.212         | -              |
| 2003 | 1.335.496         | -              |
| 2002 | 1.260.121         | -              |
| 2001 | 1.421.081         | -              |
| 2000 | 1.582.372         | -              |

### Verkehrsreichste Strecken
| Rang | Stadt                        | Passagiere | Fluggesellschaft         |
| ---- | ---------------------------- | ---------- | ------------------------ |
| 01   | Charlotte, North Carolina    | 208.140    | American                 |
| 02   | Atlanta, Georgia             | 148.250    | Delta                    |
| 03   | New York–LaGuardia, New York | 97.580     | American, Delta, Spirit  |
| 04   | Newark, New Jersey           | 71.030     | Spirit, United           |
| 05   | Philadelphia, Pennsylvania   | 68.660     | American, Spirit         |
| 06   | Detroit, Michigan            | 60.210     | Delta, Spirit            |
| 07   | Chicago–O'Hare, Illinois     | 51.810     | American, Spirit, United |
| 08   | Atlantic City, New Jersey    | 49.840     | Spirit                   |
| 09   | Baltimore, Maryland          | 47.370     | Spirit                   |
| 10   | Fort Lauderdale, Florida     | 44.810     | Spirit                   |